# Marcel Gilbert (syndicaliste haïtien)
Pour les articles homonymes, voir Marcel Gilbert.
 (septembre 2023).
La mise en forme du texte ne suit pas les recommandations de Wikipédia : il faut le « wikifier ».
Les points d'amélioration suivants sont les cas les plus fréquents. Le détail des points à revoir est peut-être précisé sur la page de discussion.
- Les titres sont pré-formatés par le logiciel. Ils ne sont ni en capitales, ni en gras.
- Le texte ne doit pas être écrit en capitales (les noms de famille non plus), ni en gras, ni en italique, ni en « petit »…
- Le gras n'est utilisé que pour surligner le titre de l'article dans l'introduction, une seule fois.
- L'italique est rarement utilisé : mots en langue étrangère, titres d'œuvres, noms de bateaux, etc.
- Les citations ne sont pas en italique mais en corps de texte normal. Elles sont entourées par des guillemets français : « et ».
- Les listes à puces sont à éviter, des paragraphes rédigés étant largement préférés. Les tableaux sont à réserver à la présentation de données structurées (résultats, etc.).
- Les appels de note de bas de page (petits chiffres en exposant, introduits par l'outil «  Source ») sont à placer entre la fin de phrase et le point final[comme ça].
- Les liens internes (vers d'autres articles de Wikipédia) sont à choisir avec parcimonie. Créez des liens vers des articles approfondissant le sujet. Les termes génériques sans rapport avec le sujet sont à éviter, ainsi que les répétitions de liens vers un même terme.
- Les liens externes sont à placer uniquement dans une section « Liens externes », à la fin de l'article. Ces liens sont à choisir avec parcimonie suivant les règles définies. Si un lien sert de source à l'article, son insertion dans le texte est à faire par les notes de bas de page.
- La présentation des références doit suivre les conventions bibliographiques. Il est recommandé d'utiliser les modèles {{Ouvrage}}, {{Chapitre}}, {{Article}}, {{Lien web}} et/ou {{Bibliographie}}. Le mode d'édition visuel peut mettre en forme automatiquement les références.
- Insérer une infobox (cadre d'informations à droite) n'est pas obligatoire pour parachever la mise en page.

Pour une aide détaillée, merci de consulter Aide:Wikification.
Si vous pensez que ces points ont été résolus, vous pouvez retirer ce bandeau et améliorer la mise en forme d'un autre article.
Marcel Gilbert, mort le 4 mai 2001, est un écrivain et syndicaliste haïtien, opposant historique à la dictature de François Duvalier.

## Biographie
Professeur de philosophie et de mathématiques au Lycée Alexandre Pétion, il se fit connaître entre autres par des cours publics de philosophie auxquels assistaient des centaines de personnes de tous horizons. En 1957, il fonda un syndicat d'enseignants, l'Union nationale des maîtres de l'enseignement secondaire (UNMES) avec Max Chancy. En avril 1959, à la suite d'une grève, le gouvernement Duvalier ferma le Lycée Pétion et Marcel Gilbert fut démis de ses fonctions et emprisonné une première fois. L´UNMES sera dissoute le 12 août 1959 par arrêté de François Duvalier.
Devenu président du Parti populaire de libération nationale (PPLN), Marcel Gilbert fut emprisonné de nouveau en 1960 après avoir appuyé une grève des étudiants haïtiens. Libéré, il s'exila en République du Congo. Il rentra en Haïti après la chute de Jean-Claude Duvalier en 1986.
« Syndicaliste, son action pour la lutte démocratique au cours des années 50-60 a été déterminante. Exilé au Congo et revenu en Haïti en 1986, il s’est signalé par la finesse de ses analyses politiques »
Son ouvrage rédigé pendant son exil, La patrie haïtienne: de Boyer Bazelais à l'unité historique du peuple haïtien, est souvent cité à cause de son appel à l'union de toutes les classes: ouvriers, paysans, intellectuels ("l'unité historique du peuple") pour mettre fin à la dictature en Haïti.